# Реформа английской орфографии

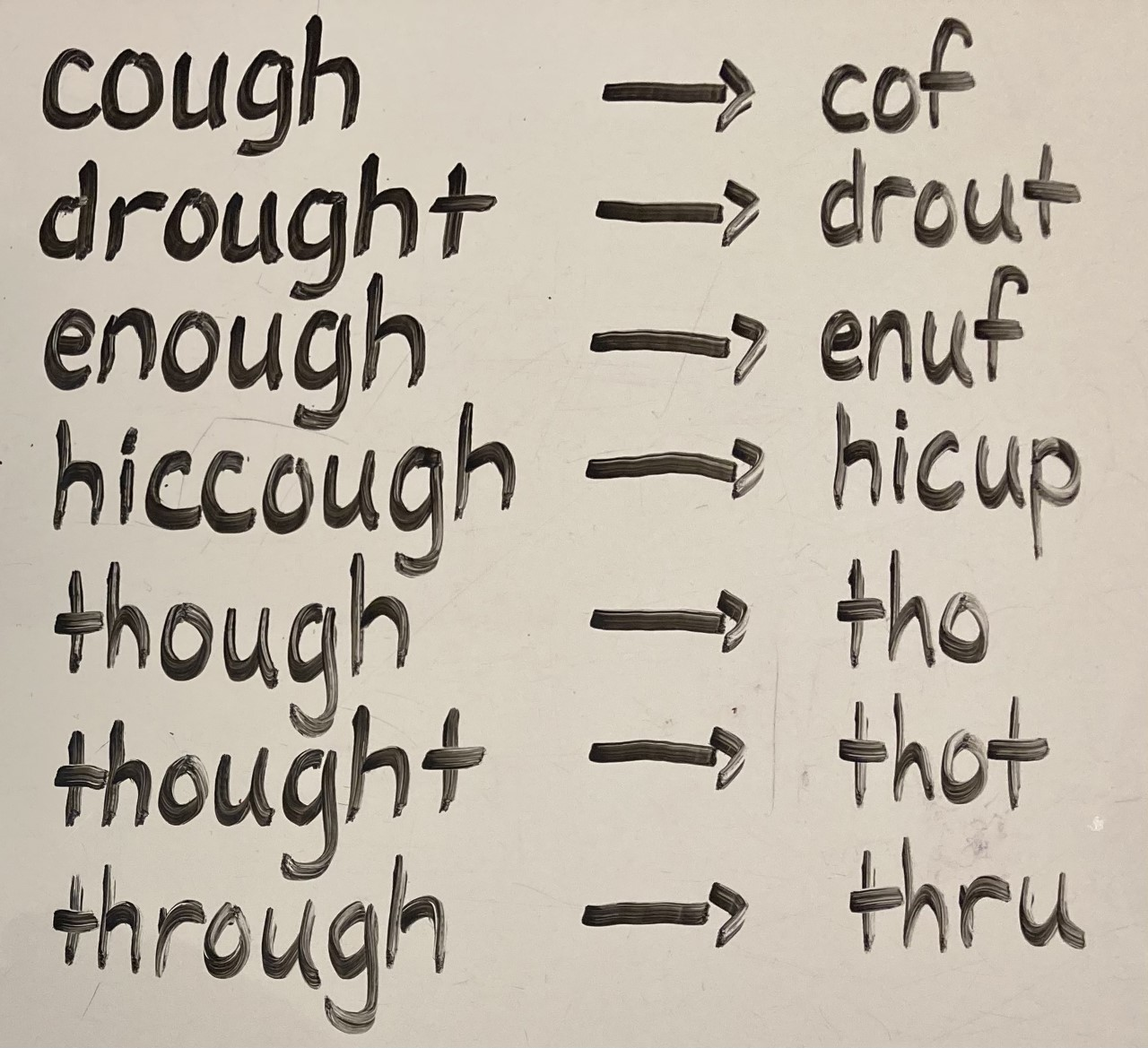
Замена орфографии на фонетическую позволит по написанию слова (с сочетанием ough) однозначно опознать его произношение (проект SoundSpel)

Реформа английской орфографии — ряд проектов, имеющих целью упростить написание английских слов и максимально приблизить его к произношению этих слов.
В основе любой алфавитной системы письма лежит так называемый «фонетический принцип» (называемый также алфавитным или алфавитно-фонетическим), согласно которому буквы и сочетания букв (графемы) используются для представления звуков устной речи (фонем) на основе чётко сформулированных правил. Одной из главных трудностей при изучении английского языка является существенное несоответствие написания и произношения слов — одна и та же буква или сочетание букв в разных словах читается по-разному, причём правила чтения весьма многочисленны и изобилуют исключениями. Дети, говорящие на языках с более фонетической орфографией (например, на испанском, итальянском, чешском или немецком), достигают уровня англоязычных детей, учившихся читать 2,5 года, за один год.
Основной причиной отхода от фонетического принципа является исторически обусловленное заимствование графической формы слов, без учёта фонетики английского, что в сочетании со смешанным происхождением английского лексикона приводит к большому несоответствию между написанием и произношением (Даниэль Дефо в поэме «Чистокровный англичанин» 1701 года иронически определил английский язык как «саксонско-латинско-датско-нормандский»).
Дело осложняется также тем, что письменный язык гораздо более консервативен, чем устный, и постоянно отстаёт от изменений устного языка. За последние 250 лет, с тех пор как Сэмюэл Джонсон установил, как должны писаться английские слова, произношение сотен тысяч слов постепенно менялось (например, у Шекспира слова love и move рифмуются), и фонетический принцип всё более нарушался. Сторонники реформ утверждают: если мы хотим, чтобы английская орфография подчинялась правилам, она должна быть изменена, чтобы учесть изменения в произношении.
Движение за реформу правописания английского языка существует в разных странах уже несколько веков. Сторонники реформы считают, что она улучшит грамотность, ускорит и удешевит обучение, а также повысит престиж и полезность английского языка в качестве международного. Проекты реформы различаются по степени радикальности. Часть авторов используют традиционный английский алфавит на основе латинского, стараются поддерживать укоренившиеся формы слов и общепринятые правила (например, непроизносимое e). Более радикальные предложения включают добавление или удаление букв, использование диакритических знаков или даже создание новых алфавитов. Некоторые реформаторы предпочитают постепенные изменения, осуществляемые поэтапно, в то время как другие выступают за немедленную и полную всеобщую реформу.
Ряд уважаемых и влиятельных деятелей культуры были активными сторонниками реформы правописания. Среди них:
- Джон Мильтон
- Чарльз Диккенс
- Альфред Теннисон
- Чарлз Дарвин
- Герберт Джордж Уэллс
- Джордж Бернард Шоу
- Марк Твен
- Эптон Билл Синклер
- Айзек Азимов

Некоторые предложения по реформе правописания были частично приняты в США. Например, в авторитетном «Словаре Уэбстера», считающемся стандартом американского английского (1828 год), приняты написания center (центр) вместо британского centre, color (цвет) вместо colour и т. д. (см. Различия американской и британской орфографии). Однако эти изменения имеют ограниченное распространение и незначительный масштаб. Английский является единственным из десяти основных языков, в котором нет связанного с ним всемирного регулирующего органа, полномочного осуществить изменения правописания. Поэтому в настоящий момент перспектив для глобальной реформы английской орфографии не видно. Международный конгресс по правописанию английского языка (2021 год) одобрил проект «Пересмотренное традиционное правописание» (TSR), но отложил дальнейшие действия на 5 лет для выяснения вопроса, на какую общественную поддержку этот проект может рассчитывать.

## Предложения по реформе правописания
Все реформы орфографии направлены на бо́льшую регулярность правописания. Часть реформ пытается всего лишь улучшить фонематическое представление слов и упростить распознавание произношения, но некоторые требуют подлинно фонетического правописания, при котором произношение однозначно связано с написанием. Одна из трудностей здесь состоит в том, что английский язык содержит 44 фонемы и всего 26 букв, так что самые радикальные проекты требуют дополнения основного английского алфавита или создания нового.

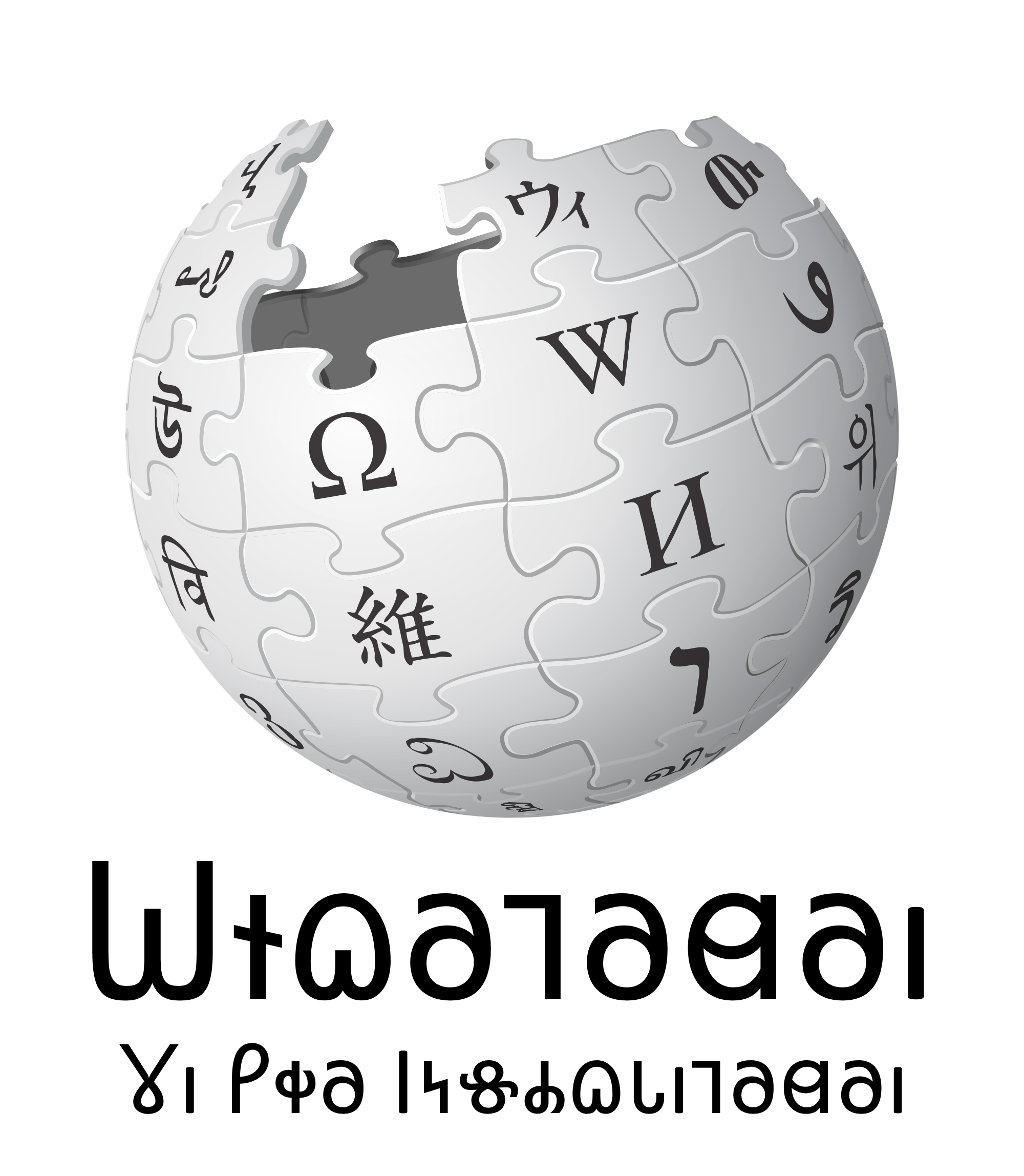
Логотип Википедии, подписанный алфавитом Дезерета

Наиболее известные проекты реформы (в хронологическом порядке).
- Фонетический алфавит Бенджамина Франклина[англ.], 1779. Франклин предложил исключить из алфавита буквы  c, j, q, w, x, y и взамен их ввёл новые шесть букв — вместо диграфов sh, ng, звонкого и глухого th и гласных [ɔ], [ʌ]. Кроме того, неоднозначность произношения других букв и сочетаний была существенно уменьшена[11].
- Дезеретский алфавит, 1850-е годы. Содержит оригинальные символы для каждой фонемы, кроме (почему-то пропущенной) «шва»[12].
- Алфавит Бернарда Шоу, 1950. Чисто фонетический (одна буква — один звук, и наоборот), содержит 48 оригинальных символов, включая 4 лигатуры. Имеется пересмотренная (в сторону большего удобства чтения) версия, названная Quikscript[англ.], 1966.
- Юнифон, 1950-е годы, окончательная версия — 2000 год. Чисто фонетический проект, первоначально был разработан в качестве учебного пособия для обучения. В разных версиях алфавита Юнифона более 40 букв[13].
- Regularized Inglish[англ.], 1959. Умеренно-консервативный проект, ликвидирующий лишь самые одиозные несообразности английского правописания, причём далеко не все[14].
- SoundSpel[англ.], 1960-е годы, пересмотренная версия: 1986—1987. Основан на стандартном латинском алфавите и на лексиконе американского английского. Дифтонги сохранены[15].
- SR1[англ.] (Spelling Reform, step 1), 1969. Разработчики рассматривали этот проект как первый шаг многоэтапной реформы, поэтому SR1 содержала лишь косметические улучшения орфографии — упразднение непроизносимых e, замену ph на f и т. п.[16]
- Интерспел[англ.] (International English Spelling), 1986. Предназначен для целей обучения. Цель проекта: устранение недостатков орфографии при минимальном внешнем изменении текста. Реформа всё ещё находится в процессе разработки[17].
- Cut Spelling[англ.], 1992. Попытка облегчить главные трудности правописания, главным образом устранением лишних букв и небольшим количеством замен букв на более приемлемые[18].
- Глобиш (Гоугейт), 1998 (от Global English, называется также Parallel English). Упрощённый английский, близкий к фонетическому, с соответственно упрощённым правописанием и произношением. Не содержит большинства знаков препинания и заглавных букв[19].
- SaypYu[англ.] (Spell As You Pronounce Universally), 2012. Простой 24-буквенный фонетический алфавит на основе латинского (удалены c, q и x, добавлен символ «шва»). Пригоден для многих языков. Критики выражают сомнение, что эта реформа сможет отразить «невероятно сложную реальность и тонкости человеческого языкового взаимодействия»[20].
- Simpel-Fonetik method of writing[англ.], 2012. Чисто фонетический. Основан на латинском алфавите, удалены c, q, x и y (допускаются только в именах), недостающие фонемы обозначаются знаком умлаута: ä, ö, ü. Долгие гласные удваиваются[21].
- Пересмотренное традиционное правописание (Traditional Spelling Revised, TSR), 2021. Фонетическое, умеренного масштаба. Одобрено Международным конгрессом по правописанию английского языка (март 2021)➤, пользуется поддержкой Общества английского правописания. Позволяет предсказать произношение по правописанию, но не всегда наоборот. Для каждой английской фонемы предусмотрен текстовый образ. Например, /eɪ/ обозначается сочетаниями a-e, ai, -ay, -ey и eigh, /oʊ/ записывается o-e, o, -oe и oa и т. д. Исключены непроизносимые буквы (не все), место ударения указывают удвоенные согласные[22].

## Направления реформы

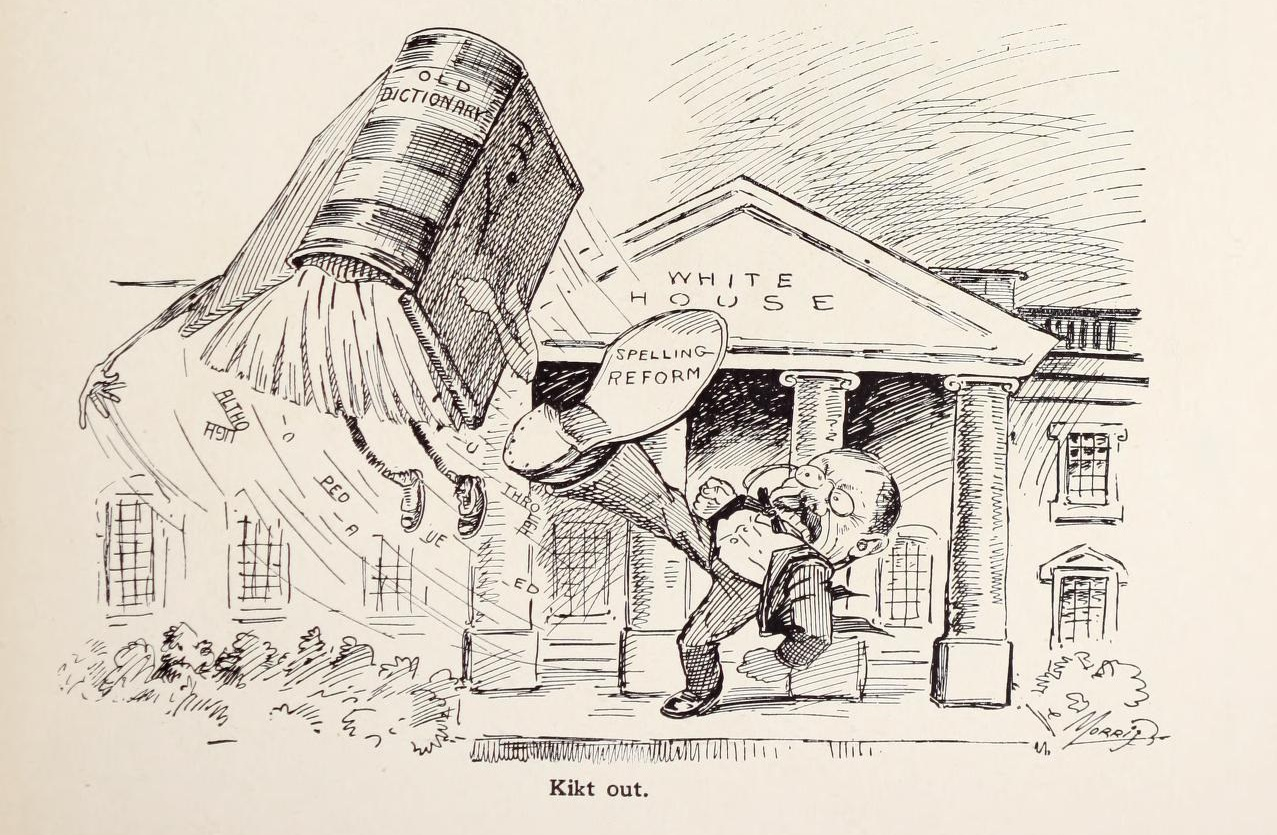
Моррис, Уильям Чарльз. «Kikt out» (карикатура на проект Теодора Рузвельта по принятию новой орфографии). 1908

Утверждается, что реформа правописания облегчит обучение чтению, правописанию и произношению, сделает язык более полезным для международного общения, сократит бюджеты на образование и предоставит учителям и учащимся возможность уделять больше времени более важным предметам.
Сторонники пересмотра отмечают, что отдельные изменения в орфографии уже произошли и происходят, однако идут медленно и часто неорганизованно. Есть много слов, которые когда-то писались вопреки фонетике, но с тех пор были изменены. Например, до 1880-х годов слово music записывалось как «musick», а до 1920-х годов «fantasy» записывалось как «phantasy». Какое-то время почти все слова с окончанием -or (например, error) писались с окончанием -our (errour), и почти все слова с окончанием -er (например, member) когда-то писались с окончанием -re (membre). В американской орфографии большинство из них теперь используют -or и -er, но в британской орфографии лишь некоторые из них были реформированы — например, по-прежнему пишут theatre (в США: theater).
Сокращённое правописание в настоящее время практикуется на неформальных интернет-платформах и распространено в текстовых сообщениях.

### Восстановление соответствия фонетическому принципу
В отличие от многих других языков, английская орфография никогда не обновлялась систематически, и поэтому сегодня только частично соответствует фонетическому принципу. В результате английское правописание представляет собой систему слабых правил с множеством исключений и неоднозначностей.
Большинство фонем в английском языке могут быть записаны более чем одним способом. Например, слова fear и peer содержат один и тот же звук в разных вариантах написания. И наоборот, многие графемы в английском языке имеют несколько вариантов произношения. Например, сочетание ough произносится по-разному в таких словах, как through, though, thought, thorough, tough, trough, plough и cough. Существуют 13 способов написания звука «шва» (⟨ə⟩, наиболее распространённой из всех фонем английского языка), 12 способов написания /ei/ и 11 способов написания /ɛ/. Такого рода несоответствия можно найти повсюду в английской лексике, они даже различаются в разных диалектах. По оценкам экспертов, среди 7000 общеупотребительных слов около половины вызывают трудности с правописанием и произношением, а около трети вызывают трудности с распознаванием.
Часть предложений направлены на устранение диграфов (таких как «ch», «gh», «kn-», «-ng», «ph», «qu», «sh», звонких и глухих «th», и «wh») с помощью ввода новых букв и/или диакритических знаков . Тогда каждая буква будет обозначать в точности один звук. В диграфе две буквы представляют не свои отдельные звуки, а совершенно другой, который удлиняет слова и приводит к ошибкам в произношении.
То, как гласные буквы используются в английском правописании, противоречит их обычному пониманию. Например, гласная ⟨o⟩, которая, как ожидается, представляет [o], может обозначать [u], а ⟨u⟩, которая, как ожидается, представляет [u], может представлять [ɐ]. Это делает правописание английского языка ещё менее интуитивным для изучающих его иностранцев, чем для носителей языка, что неестественно для международного языка.
Двусмысленность произношения особенно проблематична в случае гетеронимов (омографов), произношение которых меняется в зависимости от значения, например: bow, desert, live, read, tear, wind, wound. При чтении таких слов необходимо учитывать контекст, в котором они используются, а это усложняет обучение чтению и произношению на английском языке.
Более тесная связь между фонемами и написанием устранила бы многие исключения и двусмысленности, облегчив и ускорив освоение языка. Ещё одним аргументом является огромное количество ресурсов, которые тратятся впустую при использовании текущего правописания. Согласно оценкам экспертов, на каждые 100 букв, используемых ежедневно, приходится 15 букв, которые используются без необходимости. Это составляет 15 страниц на каждые 100 страниц книги, или примерно 1 из 7 деревьев. Это относится ко всем аспектам повседневной жизни, включая чеки за покупки, офисные документы, газеты и журналы и интернет-трафик.

### Отмена неоправданных изменений правописания
Некоторые предложенные упрощённые варианты написания слов уже существуют как стандартные или существовали ранее как варианты написания в старой литературе. Как отмечается в разделе #История, в XVI веке некоторые исследователи греческой и латинской литературы пытались сделать английские слова более похожими на их греко-латинских «предков» (иногда даже несуществующих). Они сделали это, добавив «немые» (непроизносимые) буквы. Из-за этого det стал debt, iland стал island и т. д. Часть реформаторов предлагают отменить эти изменения.

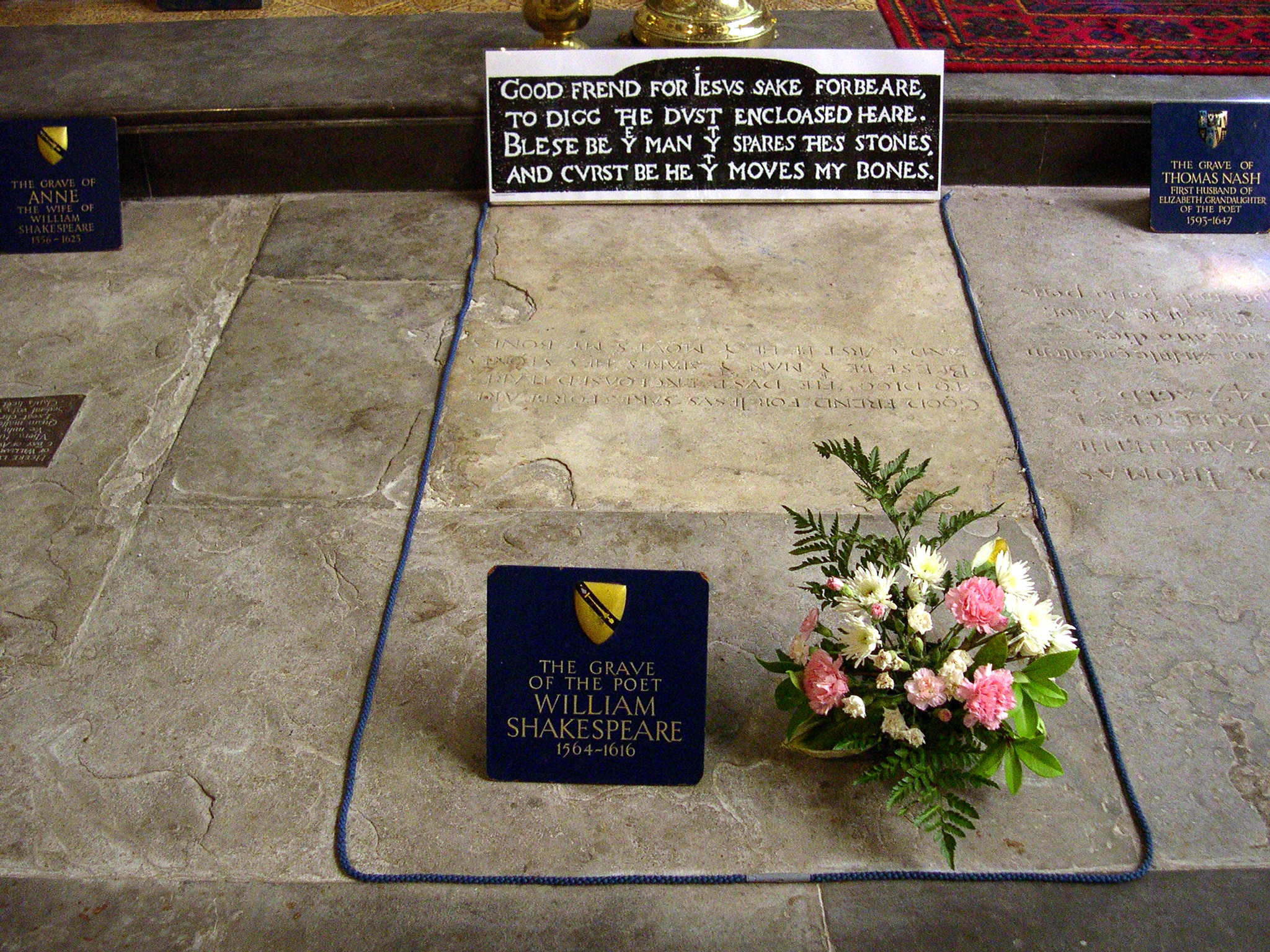
Эпитафия на могиле Уильяма Шекспира содержит написание frend вместо friend

Другие примеры старых написаний, более фонетически оправданных, чем современные:
- frend для friend,
- agenst вместо against,
- yeeld вместо yield,
- bild вместо build,
- cort вместо court,
- sted вместо stead,
- delite вместо delight,
- entise вместо entice,
- gost вместо ghost,
- harth вместо hearth,
- rime вместо rhyme,
- sum вместо some,
- tung вместо tongue

Также когда-то было принято использовать -t для окончания -ed, где оно произносится как таковое (например dropt для dropped). Некоторые из самых знаменитых английских писателей и поэтов использовали эти варианты написания и другие, предложенные сегодняшними реформаторами правописания. Эдмунд Спенсер, например, использовал написания rize, wize и advize в своей знаменитой поэме «Королева фей», опубликованной в 1590-х годах.

### Судьба лишних букв алфавита
В английском алфавите есть несколько букв, характерные звуки которых уже представлены в другом месте алфавита. К ним относятся X, который может быть заменён «ks», «gz» или (в начале слова) z; произношение G как /d͡ʒ/, для которого уже есть буква J; запись буквой C звука /k/, совпадающего с K; запись буквой C звука /s/, который записывается буквой S; и буква Q («кью»), произносящаяся как /kw/ или /k/), что позволяет заменить её на «kw» (или, в некоторых случаях, на K). Однако эти буквы сохраняются по этимологическим соображениям.

## Аргументы противников реформы
Орфографическая реформа сталкивается с противодействием изменению орфографии английского языка. Общественное признание реформы правописания было неизменно низким, по крайней мере, с начала XIX века, когда правописание было систематизировано влиятельными английскими словарями Сэмюэла Джонсона (1755) и Ноя Уэбстера (1806). Неудачное сегодняшнее написание очень распространённых слов, таких как are, have, done, of затрудняет их исправление без заметного изменения внешнего вида английского текста.
Некоторые слова отличаются только нефонетическим написанием (например, knight и night), и упразднение «лишних букв» приведёт к путанице.
Английский — это западногерманский язык, который заимствовал много слов из негерманских языков, и написание слова часто отражает его происхождение. Иногда это дает ключ к пониманию значения слова. Даже если их произношение отклонилось от исходного произношения, написание является записью некоторых фонем. То же самое верно и для слов германского происхождения, чье нынешнее написание всё ещё напоминает их родственные слова в других германских языках. Примеры включают light (немецкий Licht); knight (немецкий Knecht); ocean (французский océan); occasion (французский occasion). Критики утверждают, что изменение написания таких слов может затушевать эти ссылки, хотя не все реформы орфографии обязательно требуют существенного изменения их написания.
Другая критика заключается в том, что реформа может отдавать предпочтение одному диалекту или произношению по сравнению с другими. Некоторые слова имеют более одного приемлемого произношения, независимо от диалекта (например, economic или either). Различия в региональных произношениях всё ещё отмечаются в правописании. Примеры: различие между fir и fur, которое сохраняется в ирландском и шотландском английском, или различие между toe и tow, которое сохраняется в нескольких региональных диалектах в Англии и Уэльсе. Однако диалектные различия существуют даже в языках, правописание которых в основном соответствует фонетическому принципу — например, в испанском. Некоторые буквы имеют аллофонические вариации, например, буква a в bath в настоящее время обозначает как /æ/, так и /ɑ/, и говорящие произносят её в соответствии со своим диалектом.

## История
После нормандского завоевания (XI век) английский язык среди знати и значительной части среднего класса на три столетия был вытеснен французским. Староанглийский язык, однако, выжил среди простонародья, потеряв 85 % словарного запаса и обогатившись примерно десятью тысячами французских и латинских слов. Современное английское правописание появилось и начало развиваться примерно с 1350 года, когда — после трёх столетий норманнского правления — английский вновь утвердился как официальный язык Англии, хотя он уже сильно отличался от версии 1066 года.
Ранние авторы этого нового английского языка, такие как Джеффри Чосер, сформировали довольно последовательную систему правописания, но вскоре она была разбавлена чиновниками Канцлерского суда, которые переписали слова на основе французской орфографии.
Английская орфография ещё больше пострадала, когда в 1476 году английский первопечатник Уильям Кэкстон привёз в Лондон печатный станок. Прожив в континентальной Европе предыдущие 30 лет, он плохо понимал новую английскую систему правописания, а привезенные им фламандские помощники владели английским ещё хуже. Кроме того, наборщикам платили построчно, и они любили удлинять слова. Однако самая большая порча английского правописания произошла между 1525 и 1539 годами, когда король Генрих VIII санкционировал печать Библии в переводе Уильяма Тиндейла. Все многочисленные издания этой Библии были напечатаны за пределами Англии голландцами, которые не говорили по-английски; они часто меняли написание, чтобы оно соответствовало не английской, а нидерландской орфографии. Например, в слове ghost (дух) появилось непроизносимое h (по аналогии с нидерл. gheest), и эта лишняя буква позже перекочевала в другие слова: aghast, ghastl и gherkin. В результате у многих англичан даже их собственные фамилии имели множество вариантов написания; у Шекспира, например, их было тридцать.

### XVI—XVII века
С середины XVI до середины XVII века был опубликован ряд трактатов с изложением предложений по реформе орфографии. Некоторые из этих предложений:
- (1568, Томас Смит, государственный секретарь Эдуарда VI и Елизаветы I) — лат. De recta et emendata linguæ angliæ scriptione (Об исправлении и дополнении письменного английского языка)[35].
- (1569, Джон Харт): An Orthographie.

Среди других авторов: Уильям Буллокар, Александр Гилл (директор школы Святого Павла в Лондоне), Чарльз Батлер.
Эти предложения, как правило, не привлекали серьёзного внимания, поскольку были слишком радикальными или основывались на недостаточном понимании фонологии английского языка. Более консервативные предложения оказались более успешными. Джеймс Хауэлл в своей Грамматике 1662 года рекомендовал незначительные изменения в правописании, в том числе замену logique на logic, warre на war, sinne на sin, toune на town, tru на true:18. Многие из этих написаний стали общепринятыми. Название труда математика Роберта Рекорда «The Whetstone of Witte» (1557) сейчас записали бы как «The Whetstone of Wit» («Оселок остроумия»), а название труда Исаака Ньютона «Opticks» в наши дни потеряло бы букву k.
Начиная с XVI века, английские писатели, изучавшие греческую и латинскую литературу, пытались связать английские слова с их (реальными или воображаемыми) греко-латинскими оригиналами и отразить эту связь в написании английского слова. Часто для этого добавляли непроизносимые буквы. По этой причине det превратился в debt (чтобы связать его с латинским debitum, dout — в doubt (от латинского dubitare), sissors — в scissors, sithe стало писаться scythe (поскольку ошибочно считалось, что это слово произошло от латинского scindere), ake стало ache (ошибочно связанное с греческим akhos) и т. д.
Уильям Шекспир высмеивал несоответствие между английским правописанием и произношением. В его пьесе «Бесплодные усилия любви» педант Олоферн настаивает на том, чтобы произношение изменялось в соответствии с написанием, а не наоборот, написание в соответствии с произношением. Например, Олоферн настаивает на том, чтобы все произносили «немой» звук Б в таких словах, как debt и doubt.

### XIX век
Значительная активность реформаторов отмечается в XIX веке, она, по-видимому, сопутствует развитию фонетики как науки. В 1806 году Ной Уэбстер опубликовал в США свой первый «Краткий словарь английского языка». Он включал эссе о причудах современной орфографии и его предложения по реформе. Многие из написаний, которые он использовал, такие как упомянутые выше color и center, стали отличительными чертами американского английского. В 1807 году Уэбстер начал составлять расширенный словарь, который был опубликован в 1828 году как Американский словарь английского языка. Хотя это вызвало отдельные протесты, изменённое написание постепенно стало общепринятым в Соединённых Штатах:9.
Мелвин Брэгг считает, что большинство преобразований Уэбстера были уместны, хотя в некоторых отношениях он зашёл слишком далеко, нарушив принцип «не чини то, что не сломано»: «подобно большинству реформаторов, Уэбстер прибегал к „логике“: присутствие u в словах colour и honour нелогично, и от него избавились; waggon может легко обойтись без второго g; traveller отказалось от лишнего l; plough стало plow; theatre и centre превратились в theater и center; cheque стал check, masque→mask, a music, physic и logic обронили финальное k, которым наделил их английский».
В 1837 году Айзек Питман опубликовал свою систему фонетической стенографии, а в 1848 году Александер Джон Эллис издал «Призыв к фонетической орфографии». Это были предложения по новому фонетическому алфавиту. Несмотря на отсутствие результатов, они вызвали широкий интерес.
К 1870-м годам филологические общества Великобритании и Америки решили рассмотреть этот вопрос. После «Международного съезда за улучшение английской орфографии», который состоялся в Филадельфии в августе 1876 года, были основаны Ассоциация реформы орфографии английского языка и Американская ассоциация реформы орфографии:20. В том же году Американское филологическое общество предложило для немедленного использования список из одиннадцати изменённых вариантов написания слов:13:
are→ar, give→giv, have→hav, live→liv, though→tho, through→thru, guard→gard, catalogue→catalog, (in)definite→(in)definit, wished→wisht
Одной из крупных американских газет, которая начала использовать реформированное правописание, была Chicago Tribune, редактор и владелец которой Джозеф Медилл входил в Совет Ассоциации реформы правописания. В 1883 году Американское филологическое общество и Американская филологическая ассоциация совместно разработали 24 правила реформы правописания, которые были опубликованы в том же году. Предлагалось:
- опустить непроизносимое e там, где оно фонетически не требуется, и писать слова live, give, engine и т. п. как liv, giv, engin;
- не употреблять диграф ea в тех случаях, когда он обозначает краткий [e], и писать слова feather, jealous и т. п. как fether, jelous;
- заменять букву o на u в тех случаях, когда она обозначает краткий гласный [ʌ], и писать слова come, above и т. п. как cum, abuv;
- опустить букву o из диграфа ou в словах trouble, rough и т. п.;
- удалить букву b в словах doubt, lamb и т. п.;
- удалить букву h в словах school, melancholy и т. п.

В 1898 году Американская национальная ассоциация образования приняла собственный список из 12 слов, которые должны использоваться во всех изданиях:14:
tho, altho, thoro, thorofare, thru, thruout, catalog, decalog, demagog, pedagog, prolog, program
Использование написаний из этого списка не является общеобязательным.

### XX век
Совет по упрощению правописания (англ. Simplified Spelling Board, SSB) был основан в США в 1906 году. Первоначальные 30 членов SSB состояли из авторов, профессоров и редакторов словарей. Эндрю Карнеги, один из основателей, поддержал SSB ежегодными завещательными распоряжениями в размере более 300000 долларов США:21.

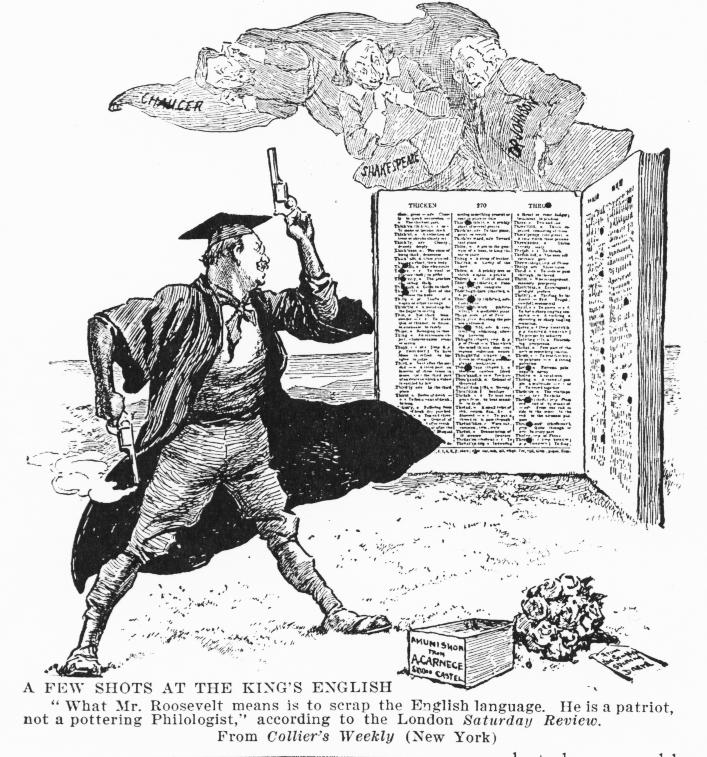
Президента Теодора Рузвельта критиковали за поддержку кампании Эндрю Карнеги по упрощению правописания в 1906 году.

В апреле 1906 года Совет опубликовал список уже из 300 слов, включавший 157 вариантов написания, которые уже широко использовались в американском английском.
В августе 1906 года список слов SSB был принят президентом США Теодором Рузвельтом, который велел правительственной типографии немедленно начать их использовать. Однако в декабре 1906 года Конгресс США отдельной резолюцией восстановил старые варианты написания. Тем не менее, некоторые варианты написания сохранились и сегодня широко используются в американском английском, например: anaemia/anæmia→anemia; mould→mold. Другие нововведения SSB, например: mixed→mixt и scythe→sithe не прижились.
Когда основной источник средств был исчерпан, SSB прекратил свою деятельность (1920).
В Великобритании реформа правописания продвигалась с 1908 года Обществом упрощённого английского правописания и привлекла ряд видных сторонников. Одним из них был Джордж Бернард Шоу, автор пьесы «Пигмалион», посвящённой социальным аспектам произношения; большая часть его значительного состояния была отдана делу усовершенствования английской орфографии. В обществе условия его волеизъявления породили крупные разногласия, не позволившие прийти к единому мнению.
В период с 1934 по 1975 год «Chicago Tribune», в то время крупнейшая газета Чикаго, использовала ряд реформированных вариантов написания. За два месяца в 1934 году были введены 80 изменённых слов, в том числе tho, thru, thoro, agast, burocrat, frate, harth, herse, iland, rime, staf и telegraf. В редакционной статье за март 1934 года сообщалось, что две трети читателей предпочитают изменённое написание. В другой статье утверждалось, что лишь «предрассудки и конкуренция» не позволяли составителям словарей перечислять такие варианты написания. Однако в течение следующих 40 лет газета постепенно отказывалась от слов с изменённым написанием. До 1950-х годов словари «Funk & Wagnalls» перечисляли множество упрощённых вариантов написания, в том числе SSB/300, наряду с обычным написанием, затем отказались от них.
В Великобритании деятельность реформаторов была ещё менее удачной. В 1949 году член парламента от лейбористской партии доктор Монт Фоллик внес в Палату общин законопроект о реформе правописания, который провалился во втором чтении. В 1953 году у него снова появилась такая возможность, и на этот раз он был принят во втором чтении 65 голосами против 53. Из-за ожидаемой оппозиции со стороны Палаты лордов законопроект было решено отозвать после заверений министра образования в том, что будут проведены исследования по улучшению обучения правописанию. В 1961 году это привело к появлению так называемого «алфавита для начального обучения» Джеймса Питмана, который был введён во многих британских школах в попытке повысить грамотность детей. Хотя некоторые результаты были получены, все преимущества были потеряны, когда дети перешли на обычное правописание. Через несколько десятилетий эксперимент был прекращён.
В своей книге 1969 года «Реформа правописания: новый подход» (англ. Spelling Reform: A New Approach) австралийский лингвист Гарри Линдгрен предложил поэтапную реформу. Первый шаг, известный под аббревиатурой SR1, призывал к тому, чтобы короткий звук /ɛ/ (как в слове bet) всегда изображался буквой <e> например, friend→frend, head→hed).

### XXI век
В 2013 году профессор английского языка Оксфордского университета Саймон Хоробин предложил, чтобы разнообразие в написании было приемлемым. Например, он считает, что не имеет значения, пишутся ли такие слова, как accommodate или tomorrow с двойными буквами. Это предложение, собственно, не подходит под определение реформы орфографии, используемое, например, Random House Dictionary.
В 2015 году группа специалистов из Великобритании и США выступила с совместным призывом провести «Международной конгресс по английской орфографии» с целью продвижения реформы правописания. Этот конгресс открылся 30 мая 2018 года; заключительное заседание Конгресса состоялось 28 января 2021 года. Участники Конгресса голосовали за выбор одной из шести предложенных ранее схем реформы. Как было объявлено 21 апреля 2021 года, наибольшее одобрение вызвал проект «Пересмотренное традиционное правописание» (Traditional Spelling Revised, TSR). Однако дискуссия о приемлемых альтернативах традиционной орфографии не закрыта. Поддержка Комитетом TSR будет пересмотрена через 5 лет, чтобы оценить, в какой степени проект TSR получил поддержку в англоязычном мире.

## Для дальнейшего чтения
- «The Chaos[англ.]» — стихотворение, наглядно демонстрирующее беспорядочность английского правописания.
  - Ghoti — шуточные рассуждения на ту же тему.
- Изменение произношения для английского языка[англ.]
- Общество английского правописания (English Spelling Society)
- Список проектов реформ английского языка[англ.]
- Фонематическая орфография[англ.]
- Фонологическая история английского языка[англ.]
- История английского языка

Следующие проекты модификации английского алфавита, строго говоря, не являются реформой орфографии живого языка, но иногда рассматриваются как близкие по теме.
- Алфавит для начального обучения, 1961. Разработан для того, чтобы англоговорящим детям было легче научиться читать по-английски.
- Palaeotype alphabet[англ.]
- Romic alphabet[англ.]
- Международный фонетический алфавит (МФА)
- Фонотипический алфавит

## Комментарии
1. ↑  Хотя несоответствие написания и произношения слов встречается во всех естественных языках (например, в русском: солнце, молоко, чувство), в английском оно особенно распространено по причинам, изложенным в разделе «История».
2. ↑  The customs, surnames, languages, and manners

Of all these nations are their own explainers:

Whose relics are so lasting and so strong,

They ha' left a shibboleth upon our tongue,

By which with easy search you may distinguish

Your Roman-Saxon-Danish-Norman English.
(У пришлецов заимствовав сполна

Обычаи, Язык и Имена,

И Речь свою украсили при этом

Таким невытравимым шибболетом,

Что по нему ты опознаешь вмиг

Саксонско-Римско-Датский и Нормандский наш язык.[5])